# Villalago
Villalago est une commune de la province de L'Aquila dans la région Abruzzes en Italie.

## Administration
| Période                                  | Période  | Identité                | Étiquette | Qualité |
| ---------------------------------------- | -------- | ----------------------- | --------- | ------- |
| 30 mai 2006                              | En cours | Cesidio Vittorio Grossi |           |         |
| Les données manquantes sont à compléter. |          |                         |           |         |

### Hameaux
Villalago Riviera 

### Communes limitrophes
Anversa degli Abruzzi, Bisegna, Ortona dei Marsi, Scanno